# قائمة الحروب حسب حصيلة الوفيات
تشتمل هذه القائمة على تقديرات لعدد القتلى أو الوفيات المباشرة أو غير المباشرة الناجمة عن الحرب، وتشتمل الأرقام على القتلى العسكريين المتوفين نتيجة معركة مباشرة أو نتائج إجراءات في زمن الحرب، وكذلك وفيات المدنيين المتصلة بالحرب/زمن الحرب، وهي نتائج الحرب الناجمة عن الأوبئة، و‌الأمراض، و‌المجاعات، والفظائع، والإبادة الجماعية، وإلى آخره.

## قائمة الحروب حسب حصيلة الوفيات التي تفوق 1,000,000
| الحرب                                      | مجموع الوفيات           | المتوسط الهندسي | التاريخ                     | الموقع                | ملاحظات                           |
| ------------------------------------------ | ----------------------- | --------------- | --------------------------- | --------------------- | --------------------------------- |
| المجموع (كل الحروب)                        | 315,253,223–754,758,805 | 487,767,309     | التاريخ المدون              | في كل أنحاء العالم    | بناء على كل البيانات الموضحة هنا  |
| الحرب العالمية الثانية                     | 60,000,000–85,000,000   | 58,309,519      | 1939–1945                   | في كل أنحاء العالم    | انظر خسائر الحرب العالمية الثانية |
| غزوات المغول                               | 40,000,000–70,000,000   | 52,915,026      | 1206–1324                   | أوراسيا               |                                   |
| تمرد تايبينغ                               | 20,000,000–100,000,000  | 44,721,360      | 1850–1864                   | الصين                 | [ 1 ] [ 2 ]                       |
| حرب الممالك الثلاث                         | 36,000,000–40,000,000   | 37,947,332      | 184–280                     | الصين                 | [ 3 ] [ 4 ]                       |
| غزو الأمريكتين                             | 8,400,000–137,750,000   | 34,016,173      | 1492–1691                   | الأمريكتين            |                                   |
| الحرب الصينية اليابانية الثانية            | 25,000,000              | 25,000,000      | 1937–1945                   | الصين                 | – جزء من الحرب العالمية الثانية   |
| غزو سلالة تشينغ لسلالة مينغ                | 25,000,000              | 25,000,000      | 1616–1662                   | الصين                 | [ 6 ]                             |
| تمرد أن لوشان                              | 13,000,000–36,000,000   | 21,633,308      | 755–763                     | الصين                 | [ 7 ]                             |
| الحرب العالمية الأولى/الحرب العظمى         | 20,000,000              | 20,000,000      | 1914–1918                   | في كل أنحاء العالم    | انظر خسائر الحرب العالمية الأولى  |
| تمرد دونغان                                | 8,000,000–20,770,000    | 12,890,306      | 1862–1877                   | الصين                 |                                   |
| غزوات تيمورلنك                             | 8,000,000–20,000,000    | 12,649,111      | 1370–1405                   | أوراسيا               | [ 8 ] [ 9 ]                       |
| الفتوحات الإسلامية في شبه القارة الهندية   | 2,000,000-10,000,000    | 5,000,000       | القرن الثاني عشر–السادس عشر | شبه القارة الهندية    |                                   |
| الحرب الأهلية الصينية                      | 8,000,000               | 8,000,000       | 1927–1949                   | الصين                 | [ 10 ]                            |
| سقوط الأندلس                               | 7,000,000–10,000,000    | 7,509,570       | 722–1492                    | شبه الجزيرة الإيبيرية |                                   |
| الحرب الأهلية الروسية والتدخل الخارجي      | 5,000,000–9,000,000     | 6,708,204       | 1917–1922                   | روسيا                 | [ 11 ]                            |
| حرب الثلاثين عاما                          | 3,000,000–11,500,000    | 5,873,670       | 1618–1648                   | أوروبا                | [ 12 ]                            |
| الحروب النابليونية                         | 3,500,000–6,000,000     | 4,582,576       | 1803–1815                   | أوروبا                | انظر خسائر الحروب النابليونية     |
| حرب الكونغو الثانية/حرب أفريقيا العظيمة    | 2,500,000–5,400,000     | 3,674,235       | 1998–2003                   | وسط أفريقيا           | [ 13 ] [ 14 ] [ 15 ] [ 16 ]       |
| حروب فرنسا الدينية                         | 2,000,000–4,000,000     | 2,828,427       | 1562–1598                   | فرنسا                 | – تعرف أيضًا باسم حروب الهيغونوت   |
| حرب تحرير بنغلاديش                         | 2,000,000–3,000,000     | 2,500,000       | 1971                        | بنغلاديش              | [ 18 ]                            |
| غزوات شاكا                                 | 2,000,000               | 2,000,000       | 1816–1828                   | جنوب أفريقيا          | [ 19 ]                            |
| حرب فيتنام/حرب الهند الصينية الثانية       | 800,000–3,800,000       | 1,743,560       | 1955–1975                   | فيتنام                | [ 20 ] [ 21 ] [ 22 ]              |
| الثورة المكسيكية                           | 1,000,000–2,000,000     | 1,414,214       | 1910–1920                   | المكسيك               | [ 23 ]                            |
| الحرب السوفيتية في أفغانستان               | 957,865–1,622,865       | 1,246,790       | 1979–1989                   | أفغانستان             | [ 24 ] [ 25 ] [ 26 ]              |
| الثورة التحريرية الجزائرية                 | 1,500,000               | 1,500,000       | 1830-1962                   | الجزائر               |                                   |
| الحرب الكورية                              | 1,200,000               | 1,200,000       | 1950–1953                   | كوريا                 | [ 27 ]                            |
| حرب السنوات السبع                          | 868,000–1,400,000       | 1,102,361       | 1756–1763                   | في كل أنحاء العالم    | [ 28 ] [ 29 ]                     |
| الحرب العراقية الإيرانية/حرب الخليج الأولى | 1,000,000               | 1,000,000       | 1980–1988                   | الشرق الأوسط          | [ 30 ]                            |
| الغزوات اليابانية لكوريا                   | 1,000,000               | 1,000,000       | 1592–1598                   | كوريا                 | [ 31 ]                            |

## قائمة الحروب حسب حصيلة الوفيات التي تقل عن 1,000,000
- 880,000–1,000,000+ – الحرب الأهلية الأمريكية (1861–1865)[32][33][34]
- 900,000 – حرب الخلافة الإسبانية (1701–1714)
- 876,000 – الحرب الأهلية الإنجليزية (1642–1651)[35][36][37]
- 873,000 – فتوحات محمد الثاني 'الفاتح' (1451–1481)، قد تكون أقل أو أكثر من ذلك[38]
- 770,000 – الحرب البونيقية الثانية (218–201 ق.م.)[39]
- 500,000–1,500,000 – الحرب الأهلية الإثيوبية (1974-1991)[40]
- 500,000 – الحرب الأهلية الإسبانية (1936–1939)[41]
- 400,000–1,000,000 – الحروب الغالية (58–50 ق.م.)
- 470,000 – الحرب الأهلية السورية (2011–الآن)، انظر خسائر الحرب الأهلية السورية
- 400,000+ – الحرب الهندوصينية الأولى (1946–1954)
- 400,000 – الحرب الأهلية الأفغانية (1989–92)، الحرب الأهلية الأفغانية (1992–96) الحرب الأهلية الأفغانية (1996–2001) (1989–2001)[42]
- 400,000+ – حرب الحلف الثلاثي (1864–1870)[43]
- 350,000–1,500,000 – حرب الاستقلال الجزائرية (1954–1962)[44]
- 356,000–410,000 – حرب القرم (1853–1856)
- 350,000 – حرب كالينغا (262–261 ق.م.)
- 350,000 – حرب الشمال العظمى (1700–1721)[45]
- 356,000–735,000 – حروب الممالك الثلاث (1639–1651)[46]
- 300,000–3,000,000[18] – حرب تحرير بنغلاديش (1971)
- 300,000 – الحرب الأهلية البوروندية الثانية (1993–2005)[47]
- 300,000 (الحكومة الاتحادية الانتقالية)–500,000+ (أ ف ب) – الحرب الأهلية الصومالية (1986–الآن)[48][49][50]
- 285,000+ – الحرب البونيقية الأولى (241–264 ق.م.)
- 272,000–1,260,009 – الحرب على الإرهاب (2001–الآن)[51][52][53]
- 234,000 – الحرب الفلبينية الأمريكية (1899–1912)[54]
- 220,000 – النزاع الكولومبي[55]
- 200,000–1,000,000 – الحملة الصليبية على الكثار (1208–1229)[56][57]
- 200,000–500,000 — تمرد جيش الرب للمقاومة (1987–الآن)[58]
- 200,000 – الحرب الأهلية الجزائرية (1991–2002)[59][60]
- 185,250–3,000,000 – حرب المائة عام (1337–1453)[61]
- 178,258–461,520 – الحرب في دارفور (2003–الآن)[62]
- 176,913–1,120،000 – حرب العراق/حرب الخليج الثالثة (2003–2011), انظر خسائر حرب العراق، جزء من الحرب على الإرهاب[52][53][63]
- 152,779 – حرب الشتاء (1939–1940)، قد تكون أقل أو أكثر من ذلك
- 150,000–250,000 – الحرب البونيقية الثالثة (149–146 ق.م.)
- 142,000+ – حروب الإسكندر الأكبر (336–323 ق.م.)
- 138,800–320,100 – النزاع العراقي الكردستاني (1918–2003)[64][65]
- 130,000–250,000 – النزاع الداخلي في ميانمار (1948–الآن)[66]
- 120,000 – حرب الألف يوم (1899–1902) [67]
- 120,000–384,000 – الحرب التركية العظمى (1683–1699) (انظر الحروب العثمانية الهابسبورغية)[بحاجة لمصدر]
- 120,000–150,000 – الحرب الأهلية اللبنانية (1975–1990)[بحاجة لمصدر]
- 120,000 – التمرد الإسلامي في الفلبين (1969–الآن)[68]
- 116,074 – الصراع العربي الإسرائيلي (1920–الآن)[69]
- 106,800+ – حرب المكسيك على المخدرات (2006–الآن)[70][71]
- 100,000+ – غزوات كورش الأكبر (549–530 ق.م.)
- 100,000–200,000 – حرب شمال اليمن الأهلية (1962–1970)[72]
- 100,000–10,000،000[73] – ثورة الهند سنة 1857
- 100,000–500,000 – حرب بوش الأوغندية (1981–1986)[74][75]
- 100,000 – التمرد في لاوس (1975–2007)[76]
- 100,000 – حرب تشاكو (1932–1935)
- 100,000 – حرب الفلاحين الألمانية (1524–1525)[77]
- 97,000–107,000 – حرب آتشيه (1873–1914)[78]
- 97,214–104,732 – حرب البوسنة (1991–1995)[بحاجة لمصدر]
- 90,969 – الثورة المهدية (1881–1889)[بحاجة لمصدر]
- 90,000+ – النزاع الثالث في حرب غوريو–خيتان (1018–1019)[79]
- 85,000–235,000 – الانتفاضة الشعبانية (1991)[80][81][82]
- 80,000–110,000 – نزاع كشمير – (1947–الآن)
- 80,000–100,000 – الحرب الأهلية السريلانكية (1983–2009)[83]
- 74,196 – حرب البلقان الأولى (1912–1913)
- 73,800+ – الحروب اليونانية الفارسية (499–449 ق.م.)
- 63,500–88,500 – حرب الاستقلال الموزمبيقية (1964–1974)[84]
- 60,000 – نزاع إيتوري (1999–2007)[85]
- 50,580 – الثورة العباسية (746–750)، قد تكون أقل أو أكثر من ذلك
- 47,246–61,603 – الحرب في أفغانستان (2001–الآن)، جزء من الحرب على الإرهاب[63]
- 45,852–78,946 – الحرب في شمال غرب باكستان (2004–الآن)، جزء من الحرب على الإرهاب[63]
- 45,000 – الصراع الكردي التركي (1979–2013)[86]
- 38,893–69,161 – الحرب الشيشانية الأولى (1994–1996)
- 38,000 – حرب مرتفعات قرة باغ (1988–1994)
- 35,000–50,000 – حرب الوردتين (1455–1487)[87][88]
- 34,000 – الصراع الإيراني الكردي (1918–الآن)[89]
- 34,000 – النزاع العرقي في ناغالاند (1954–الآن)[90]
- 33,274+ – حرب البلقان الثانية (1913)
- 30,000–43,000 – ثورة الحزب الشيوعي الفلبيني–جيش الشعب الجديد–الجبهة الوطنية الديمقراطية (1969–الآن)[91]
- 29,283 – الحرب المكسيكية الأمريكية (1846–1848)
- 25,000 – التمرد في شمال شرق الهند (1964–الآن)[66]
- 25,000 – تمرد الحوثيين (2004–الآن)[92]
- 23,516–23,724 – الحرب الشيشانية الثانية (1999–2009)
- 21,741– حرب 1812 (1812–1815) [93]
- 20,000 – حرب الصعاليك (1835–1845)[94]
- 18,069–20,069 – حرب الأفيون الأولى (1839–1842)[95]
- 17,200 – الحرب الإنجليزية الأفغانية الأولى (1839–1842)[96]
- 16,765–17,065 – صراع بلوشستان (1948–الآن)[97][98][99]
- 16,752–21,426 حرب الاستقلال الكرواتية (1991–1995)[بحاجة لمصدر]
- 16,000+ – الحرب الأمريكية الإسبانية (1898)
- 16,000 – حرب المحيط الهادئ (1879–1883)
- 16,000 – الحرب الأهلية النيبالية (1996–2006)
- 15,000 – نزاع الشريعة النيجيري (1953–الآن)[100][101][102]
- 14,850+ – الحرب الإنجليزية الأفغانية الثانية (1878–1880)
- 13,929 – حرب جمهورية الكونغو الأهلية الثانية (1997–1999)[103]
- 13,812 – التمرد الناكسالي الماوي (1967–الآن)[104][105]
- 13,000–20,000 – حرب الكونغو الأولى (1996–1997)
- 10,071 – الحرب الأهلية الليبية (2014–الآن)
- 10,000+ – طوارئ الملايو (1948–1960)[106]
- 9,640 – الحرب في دونباس (2014–الآن)[107]
- 9,400 – الحرب الأهلية الليبية (2011)[108]
- 8,136+ – التمرد العراقي (2011–13)[109]
- 8,500+ – الصراع التشادي الليبي (1978–1987)
- 6,139 – حرب كوسوفو (1998–1999)
- 5,641 – الصراعات البدوية السودانية (2009–الآن)[110][111]
- 5,469 – تمرد جنوب تايلاند (2004–الآن)[112]
- 5,000 – نزاع كازامنس (1982–2014)[113]
- 5,000 – الحرب الأهلية التشيلية لعام 1891 (1891)[114]
- 4,000–10,000 – النزاع في دلتا النيجر (2004–present)[115]
- 3,699 – الحرب على القاعدة في اليمن (1992–الآن)[116]
- 3,529 – اضطرابات أيرلندا الشمالية (1966–1998)[117]
- 3,000–6,000 – تمرد الزنوج (1912)[118][119]
- 3,000 – الحرب الأهلية الإيفوارية الثانية (2010–2011)[120]
- 2,781 – الثورة الإيرانية (1978–1979)[121]
- 2,751 – الحرب الإنجليزية الأفغانية الثالثة (1919)[122]
- 2,278+ – حرب الأفيون الثانية (1856–1860)
- 2,100 – حرب كرة القدم (1969)
- 287 حرب تحرير قرية السنافر (2000- حتى الان)

## انظر ايضًا
- قائمة النزاعات المسلحة الجارية